# K'Ante'El
K'Ante'El es una localidad del municipio de Larráinzar ubicado en la región de Los Altos del estado mexicano de Chiapas.

## Geografía
La localidad de K'Ante'El se sitúa en las coordenadas geográficas 16°57′42″N 92°46′53″O / 16.961667, -92.781389, a una elevación de 2,019 metros sobre el nivel del mar.

## Demografía
Según el Censo de Población y Vivienda 2020, efectuado por el Instituto Nacional de Estadística y Geografía, la localidad de K'Ante'El tiene 115 habitantes, de los cuales 54 son del sexo masculino y 61 del sexo femenino. Su tasa de fecundidad es de 2.62 hijos por mujer y tiene 30 viviendas particulares habitadas.
| Gráfica de evolución demográfica de K'Ante'El entre 1910 y 2020 |
|                                                                 |
| INEGI.                                                          |